# Economia de Samoa
L'economia de Samoa sempre ha estat depenent de les exportacions agrícoles (principalment del coco) i de les divises enviades pels seus nacionals, així com de l'ajuda exterior. Dos terços de la població es dedica a l'agricultura, sent l'activitat més important l'exportació de copra i d'oli de coco i altres derivats de la mateixa planta. El sector industrial està dedicat gairebé en la seva integritat a la transformació de productes agrícoles. El sector més en auge és el del turisme, que en l'actualitat ofereix ocupació a un 20% de la població. Aproximadament 100.000 turistes van visitar el país el 2005.